# Lotus

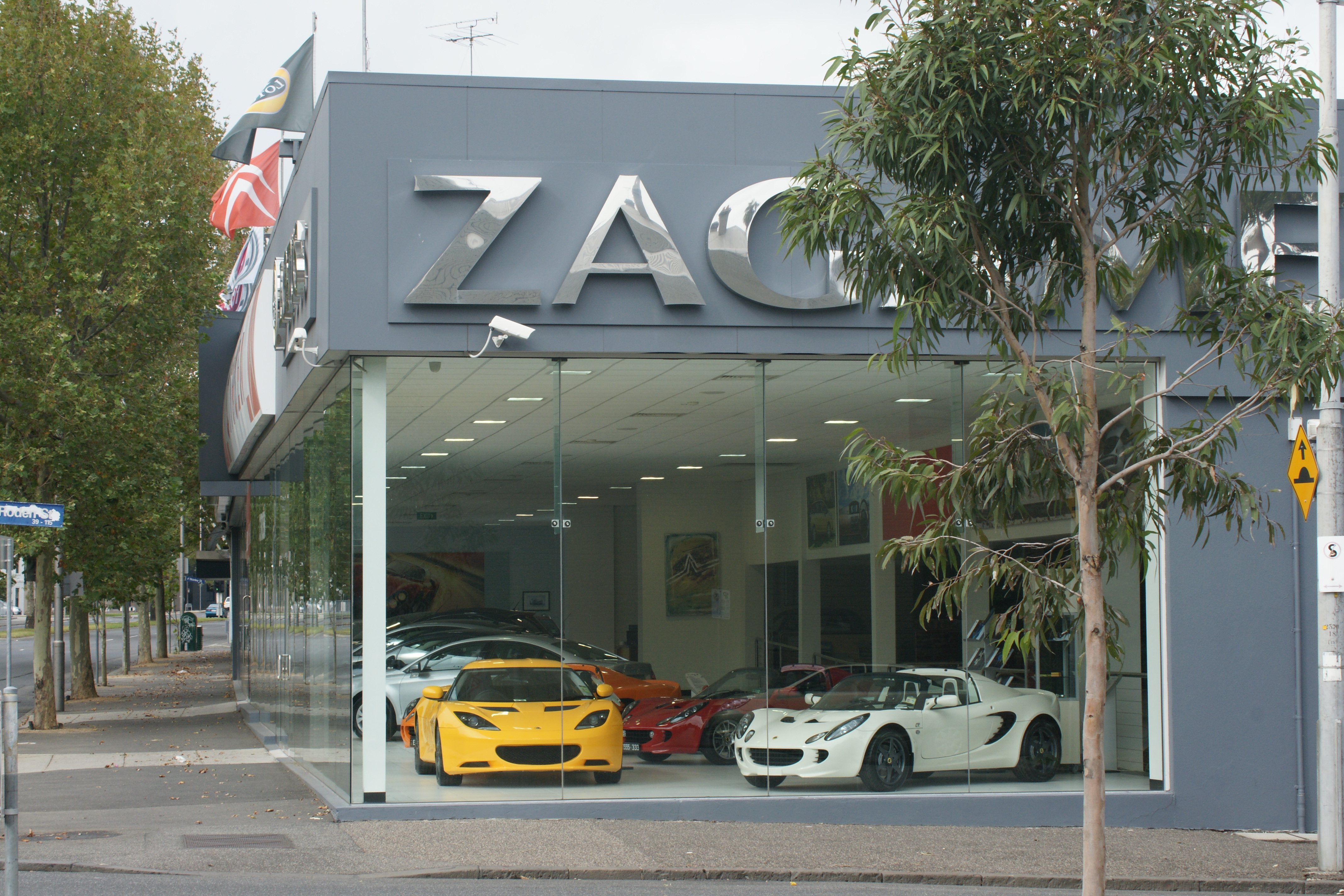
Prodejna automobilů Lotus (2010)

Lotus je britský výrobce sportovních a závodních vozů založený v Hethelu v hrabství Norfolk. Společnost je známá navrhováním a stavěním výrazných závodních a sériových vozů, které vynikají skvělou ovladatelností a extrémně nízkou hmotností.
Sídlo společnosti je 16 km jižně od Norwich ve východní Anglii a byla založena jako Lotus Engineering Ltd. vlivným inženýrem Colinem Chapmanem v roce 1952. První továrna společnosti byla ve staré stáji za železničním hotelem v Hornsey. Tým Lotus se aktivně a velmi konkurenceschopně účastnil Formule 1 od roku 1958 do roku 1994. V šedesátých letech se společnost přestěhovala do moderní továrny s testovací dráhou v Hethelu blízko Wymondhamu. Toto místo je na bývalé základně RAF a testovací trať je na části bývalé ranveje.
Chapman zemřel v roce 1982 ve svých 54 letech na infarkt. Narodil se v rodině hostinského a zemřel jako bohatý průmyslník v poválečné Británii. Tento výrobce automobilů postavil desítky ze stovek úspěšných závodních i silničních vozů a sedmkrát zvítězil ve formuli jedna. V době před smrtí byl spojován se skandálem kolem značky DeLorean kvůli používání státních dotací na výrobu vozů De Lorean DMC-12 pro které Lotus navrhl podvozek.
V roce 1986 byla společnost koupena firmou General Motors. 27. srpna 1993 GM prodala Lotus za 30 milionů liber lucemburské společnosti A.C.B.N. Holdings S.A., kterou kontroloval italský obchodník Romano Artioli, který také vlastnil Bugatti. Roku 1996 byl majoritní podíl v Lotusu prodán Protonu, malajsijskému výrobci automobilů. Od května 2017 vlastní většinový podíl Lotusu čínská firma Geely.
Společnost také nabízí své služby dalším automobilkám, například pro koncern GM navrhla a vyvinula čtyřválcový motor, který se uplatňuje ve vozech Opel, Vauxhall a Saab.

## Přehled vyráběných modelů
- Lotus Mk I (1947) - vyroben 1 vůz

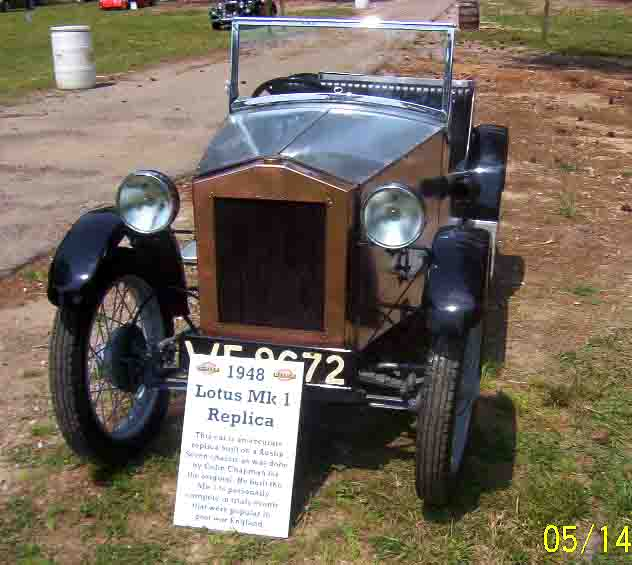
Lotus Mk I

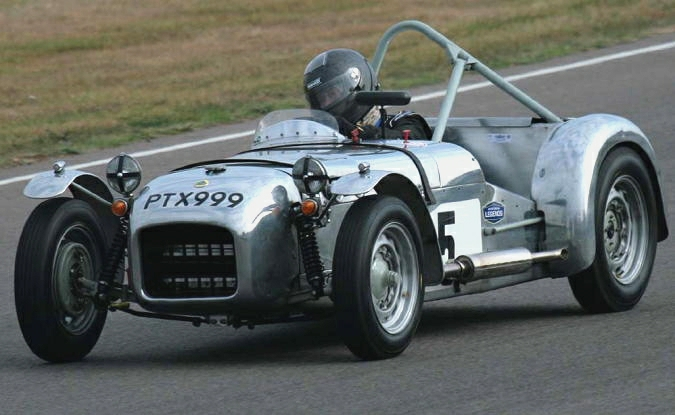
Lotus Mk VI

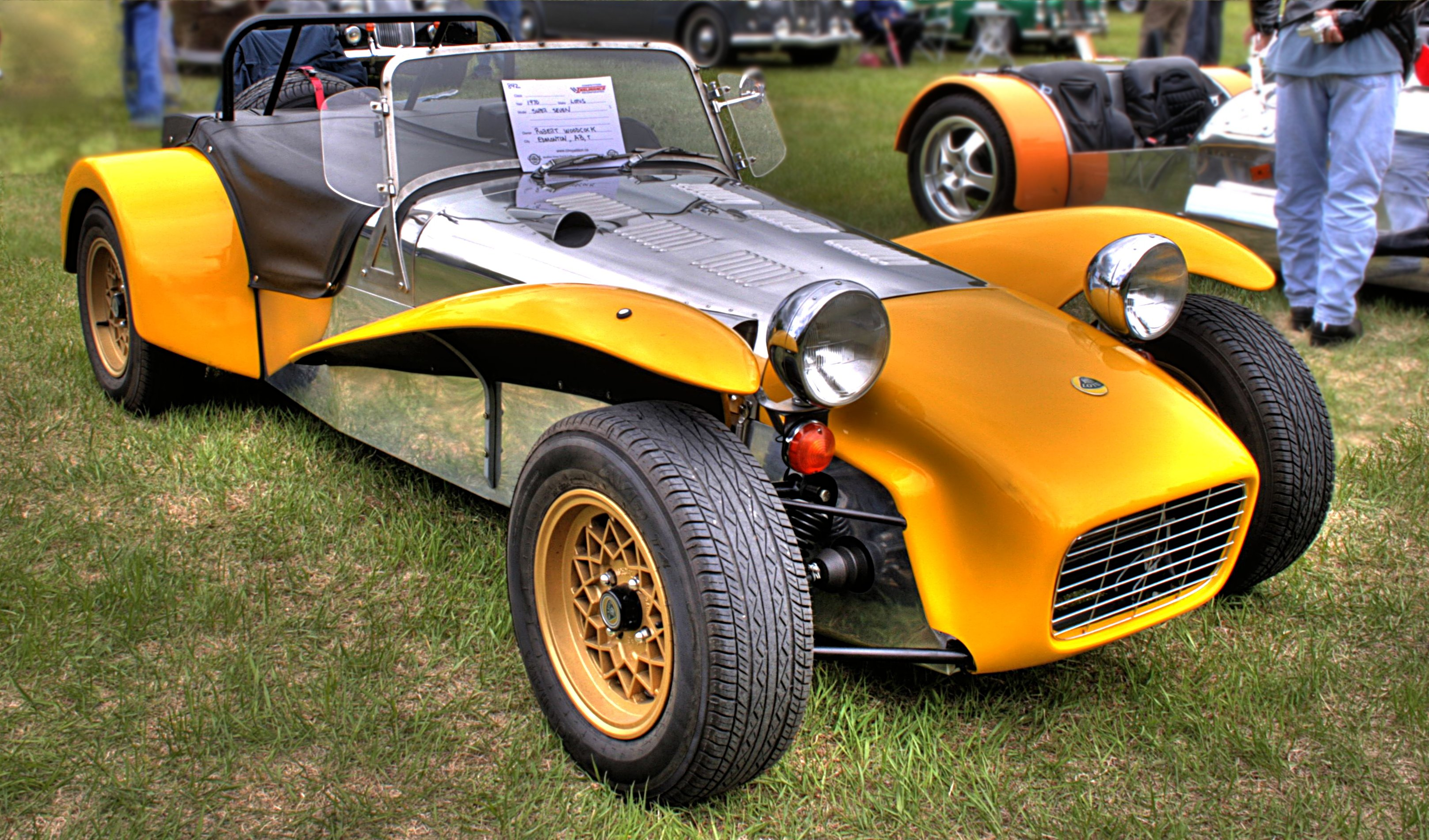
Lotus 7

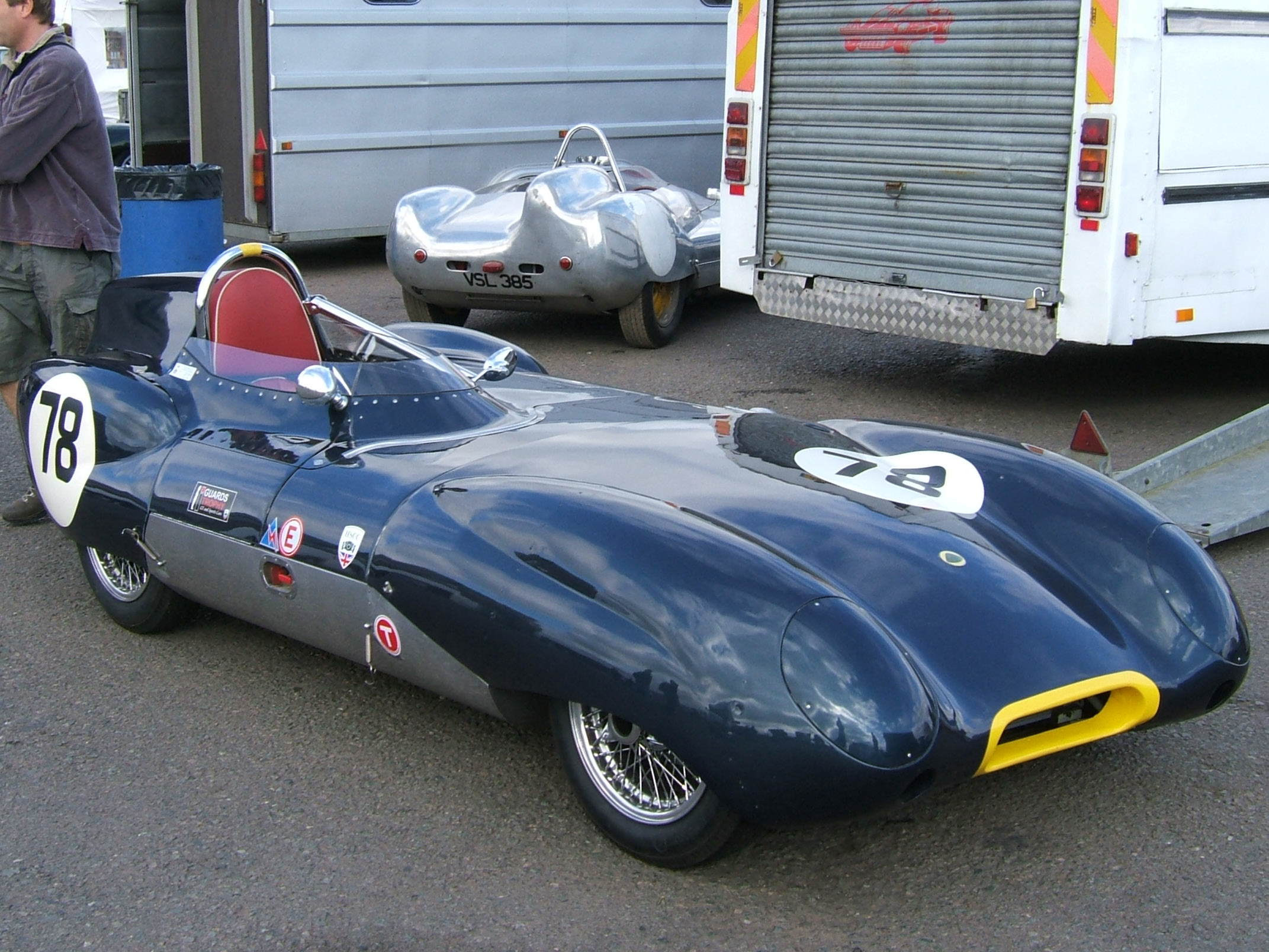
Lotus Eleven

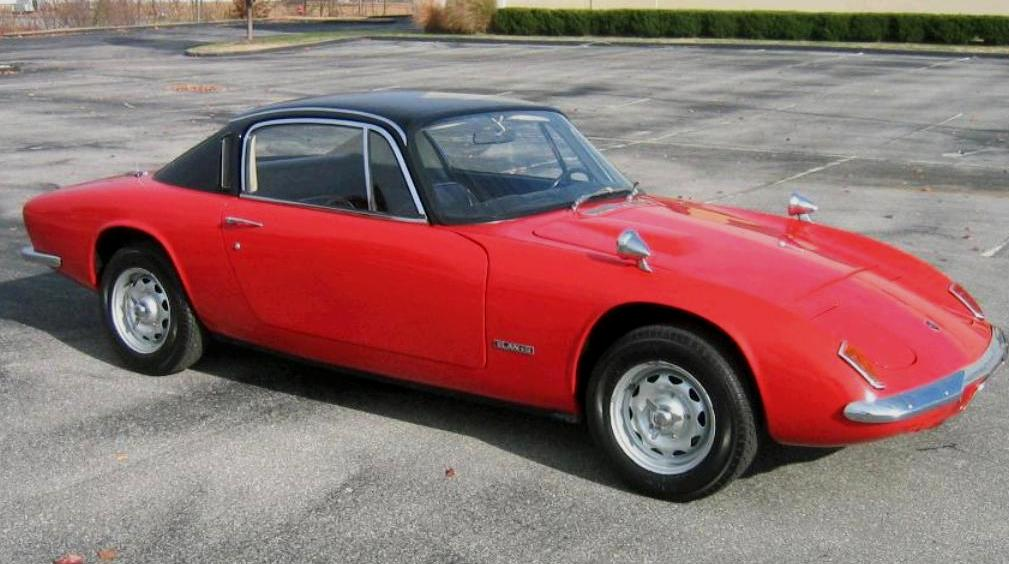
Lotus Elan (1962–1973)

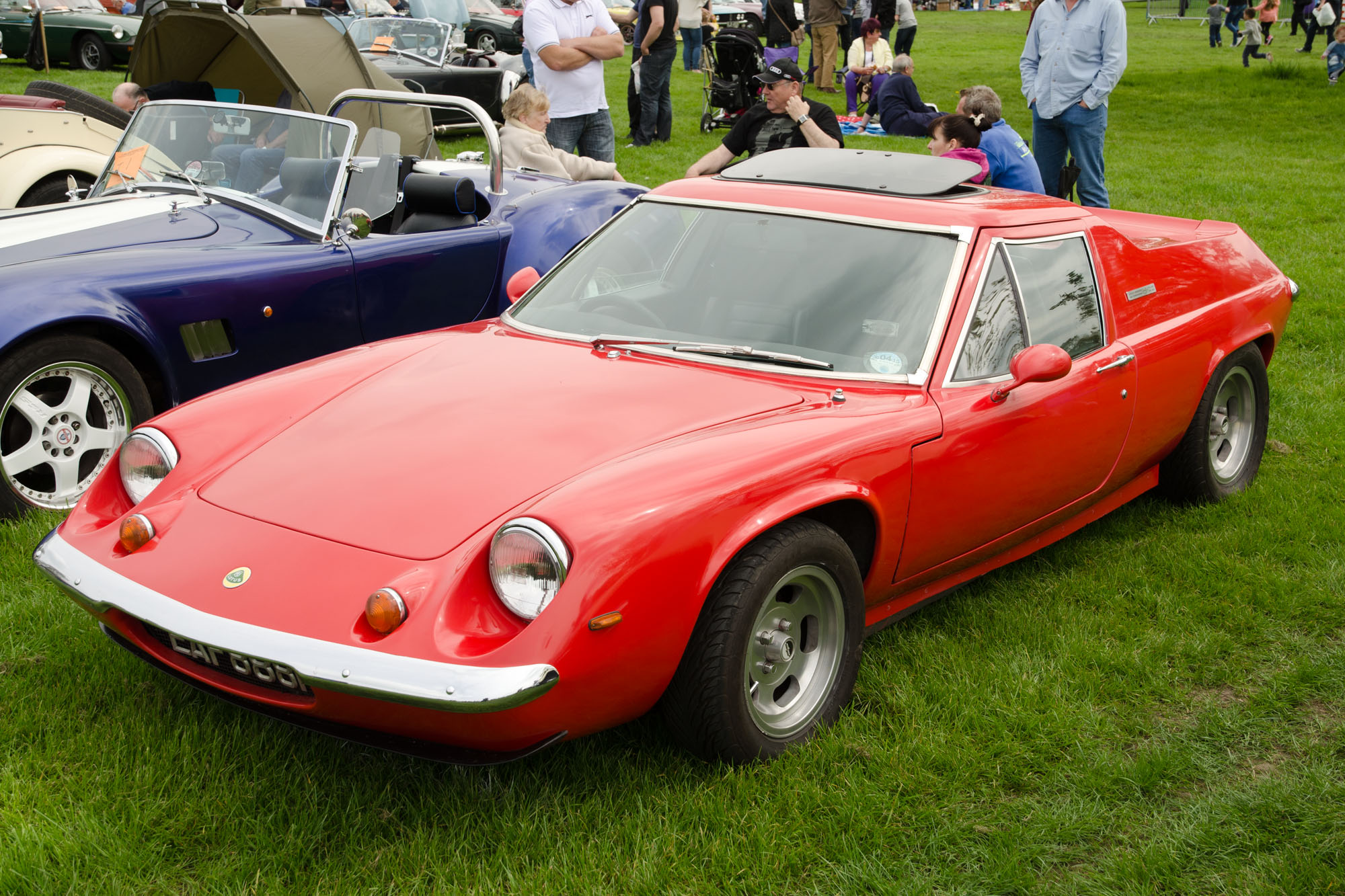
Lotus Europa (1966–1975)

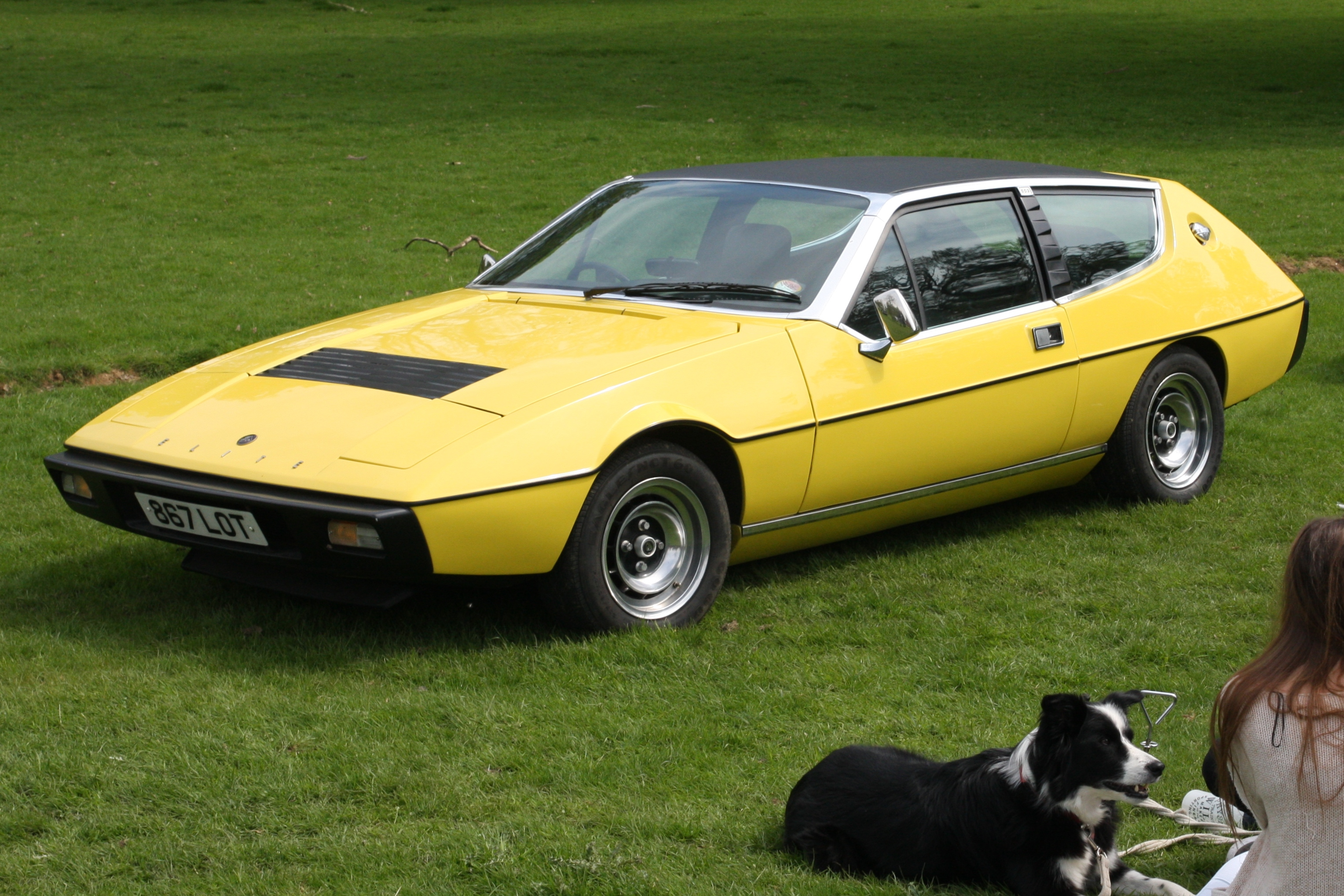
Lotus Elite (1974–82)

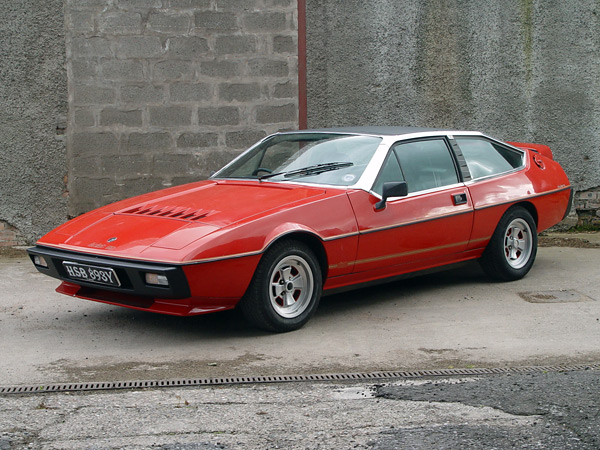
Lotus Éclat (1980-1982)

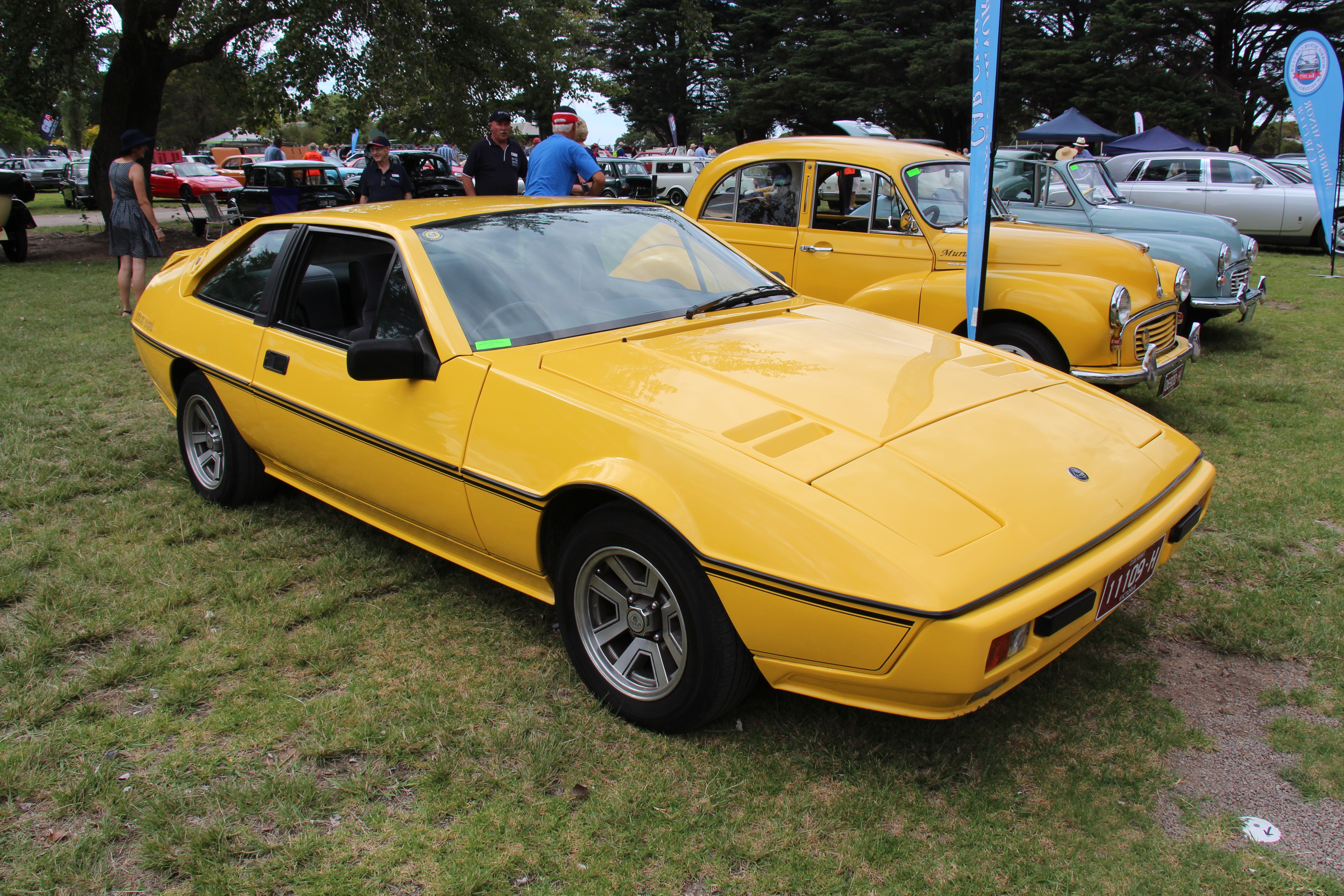
Lotus Excel (1982-92)

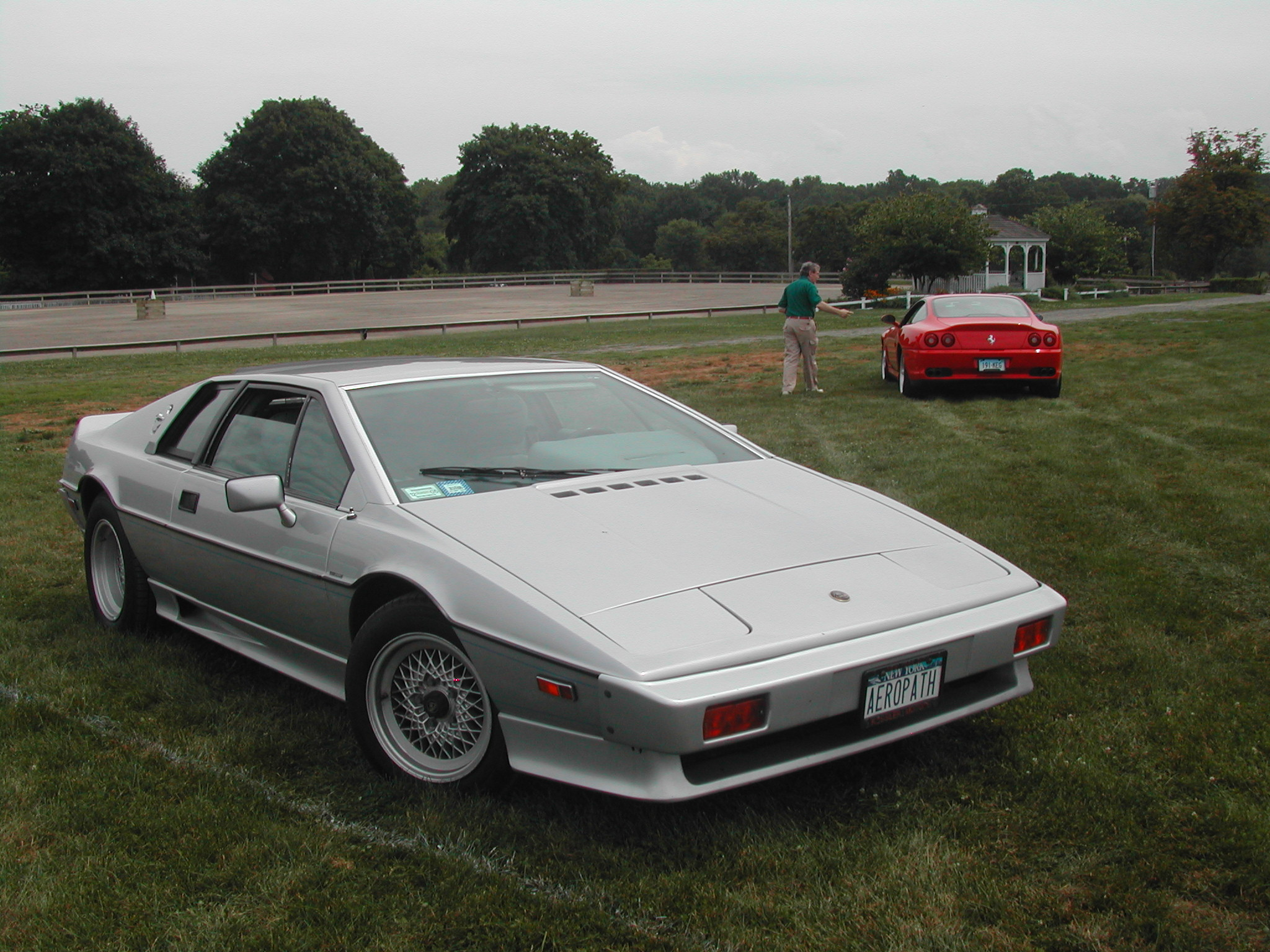
Lotus Esprit (1976-2004)

- Lotus Mk II (1949) - vyroben 1 vůz
- Lotus Mk III (1951-52) - vyrobeny 2 vozy
- Lotus Mk IV (1952) - vyroben 1 vůz
- Lotus Mk V - formule s motorem o objemu 750 cm3, nikdy nebyla vyrobena
- Lotus Mk VI (1952-55) - vyrobeno 110 vozů
- Lotus 7 (1957-73) - celkem vyrobeno 2477 vozů
- Lotus Mk VIII (1954) - vyrobeno 10 vozů
- Lotus Mk IX (1955) - vyrobeno 23 vozů
- Lotus Mk X (1955) - vyrobeny 3 vozy
- Lotus Eleven (1956-58) vyrobeno 270 vozů
- Lotus 12 (1957) vyrobeno 12 vozů
- Lotus 14 - Elite (1957-63) vyrobeno 1078 vozů
- Lotus 15 (1958-60) - vyrobeno 30 vozů
- Lotus 16 (1958-59) - vyrobeno 9 vozů
- Lotus 17 (1959) - vyrobeno 23 vozů
- Lotus 18 (1960) - vyrobeno 156 vozů
- Lotus 19 (1960-62) - vyrobeno 17 vozů
- Lotus 20 (1961) - vyrobeno 118 vozů
- Lotus 21 (1961) - vyrobeno 11 vozů
- Lotus 22 (1962) - vyrobeno 77 vozů
- Lotus 23 (1962-66) - vyrobeno 131 vozů
- Lotus 24 (1962) - vyrobeno 16 vozů
- Lotus 25 (1962-65) - vyrobeno 7 vozů
- Lotus 26 - Elan (1962-64) - vyrobeno 6716 vozů
  - Lotus Type 26R - ELAN (1962-64) - vyrobeno 97 vozů
- Lotus 27 - vyrobeno 35 vozů
- Lotus 28 (Lotus Cortina) (1962-66) - vyrobeno 3301 vozů
- Lotus 29 (1963) - vyrobeny 3 vozy
- Lotus 30 (1964-65) - vyrobeno 33 vozů
- Lotus 31 (1964) - vyrobeno 12 vozů
- Lotus 32 (1964) - vyrobeno 12 vozů
- Lotus 33 (1964-65) - vyrobeno 7 vozů
- Lotus 34 (1964) - vyrobeny 3 vozy
- Lotus 35 (1965) - vyrobeno 22 vozů
- Lotus 36- ELAN (1965-68) - vyrobeno 2110 vozů
- Lotus 37 - SEVEN (1965) - vyroben 1 vůz pro klubové závody
- Lotus 38 (1965) - vyrobeno 7 vozů
- Lotus 39 (1966) - vyroben 1 vůz
- Lotus 40 (1965) - vyrobeny 3 vozy
- Lotus 41 (1965-68) - vyrobeno 61 vozů
- Lotus 42 (1966) - vyrobeny 2 vozy
- Lotus 43 (1966-67) - vyrobeny 2 vozy
- Lotus 44 (1966) - vyrobeny 3 vozy
- Lotus 45 - Elan (1967) - vyrobeno 5508 vozů
- Lotus 46 - Europa (1966-67) - vyrobeno 443 vozů
- Lotus 47 - Europa (1967) - vyrobeno 55 vozů
- Lotus 48 (1968) - vyrobeny 4 vozy
- Lotus 49 (1967-70) - vyrobeno 12 vozů
- Lotus 50 - Elan +2 (1967-74) - vyrobeno 5168 vozů
- Lotus 51 (1967-68) - vyrobeno 218 vozů
- Lotus 52 - Europa (1968) - vyroben 1 vůz (prototyp)
- Lotus 54 - Europa (1968-70) - vyrobeno 3952 vozů
- Lotus 55 (1968) - vyroben 1 vůz
- Lotus 56 (1968) - vyrobeno 5 vozů
- Lotus 57 (1968) - vyroben 1 vůz
- Lotus 59 (1969-70) - vyrobeno 44 vozů
- Lotus 60 - Seven (1970-73) - vyrobeno 469 vozů
- Lotus 61 (1969-71) - vyrobeno 248 vozů
- Lotus 62 - Europa (1969) - vyrobeny 2 vozy
- Lotus 63 (1969) - vyrobeny 2 vozy
- Lotus 64 (1969) - vyrobeny 4 vozy
- Lotus 65 - Europa (1969-70) - vyrobeno 865 vozů
- Lotus 68 - F5000 (1969) - prototyp
- Lotus 69 - F2, F3 (1970-71) - vyrobeno 57 vozů
- Lotus 70 - F5000 (1970) - vyrobeno 7 vozů
- Lotus 72 - F1 (1970-75) - vyrobeno 9 vozů
- Lotus 73 - F3 (1972) - vyrobeny 2 vozy
- Lotus 74 - Europa (1971-75) - vyrobeno 5552 vozů
- Lotus 75 - Elite 2 (1974-80) - vyrobeno 2398 vozů
- Lotus 76 - Éclat (1975-80) - vyrobeno 1276 vozů
- Lotus 76 - JPS 1 - F1 (1974) - vyrobeny 2 vozy
- Lotus 77 - JPS 2 - F2 (1976) - vyrobeny 3 vozy
- Lotus 78 - F1 (1977-78) - vyrobeny 4 vozy
- Lotus 79 - Esprit(1975-80) - vyrobeno 1821 vozů
- Lotus 79 - JPS 4 - F1 (1978-79) - vyrobeno 5 vozů
- Lotus 80 - F1 (1979) - vyrobeny 3 vozy
- Lotus 81 - SUNBEAM (1980-81) - vyroben
- Lotus 81 - F1 (1980-81) - vyrobeny 4 vozy
- Lotus 82 - Esprit Turbo (1980-92) - vyrobeno 5015 vozů
- Lotus 83 - Elite 2.2 (1980-82) - vyrobeno 133 vozů
- Lotus 84 - Éclat (1980-82) - vyrobeno 223 vozů
- Lotus 85 - Esprit (1980-82) - vyrobeno 1804 vozů
- Lotus 86 - F1 (1980) - prototyp
- Lotus 87 - F1 (1981-82) - vyrobeno 5 vozů
- Lotus 88 - F1 (1981) - vyrobeny 2 vozy
- Lotus 89 - Excel (1982-92) - vyrobeno 1327 vozů
- Lotus 91 - F1 (1982) - vyrobeno 6 vozů
- Lotus 92 - F1 (1983) - vyrobeny 2 vozy
- Lotus 93T - F1 (1983) - vyrobeny 2 vozy

### V současnosti vyráběné modely
- Lotus Elise - roadster vyráběný od roku 1996
- Lotus Exige - kupé verze Lotus Elise, sportovní auto vyráběné od roku 2000
- Lotus Evora - sportovní auto vyráběné od roku 2008

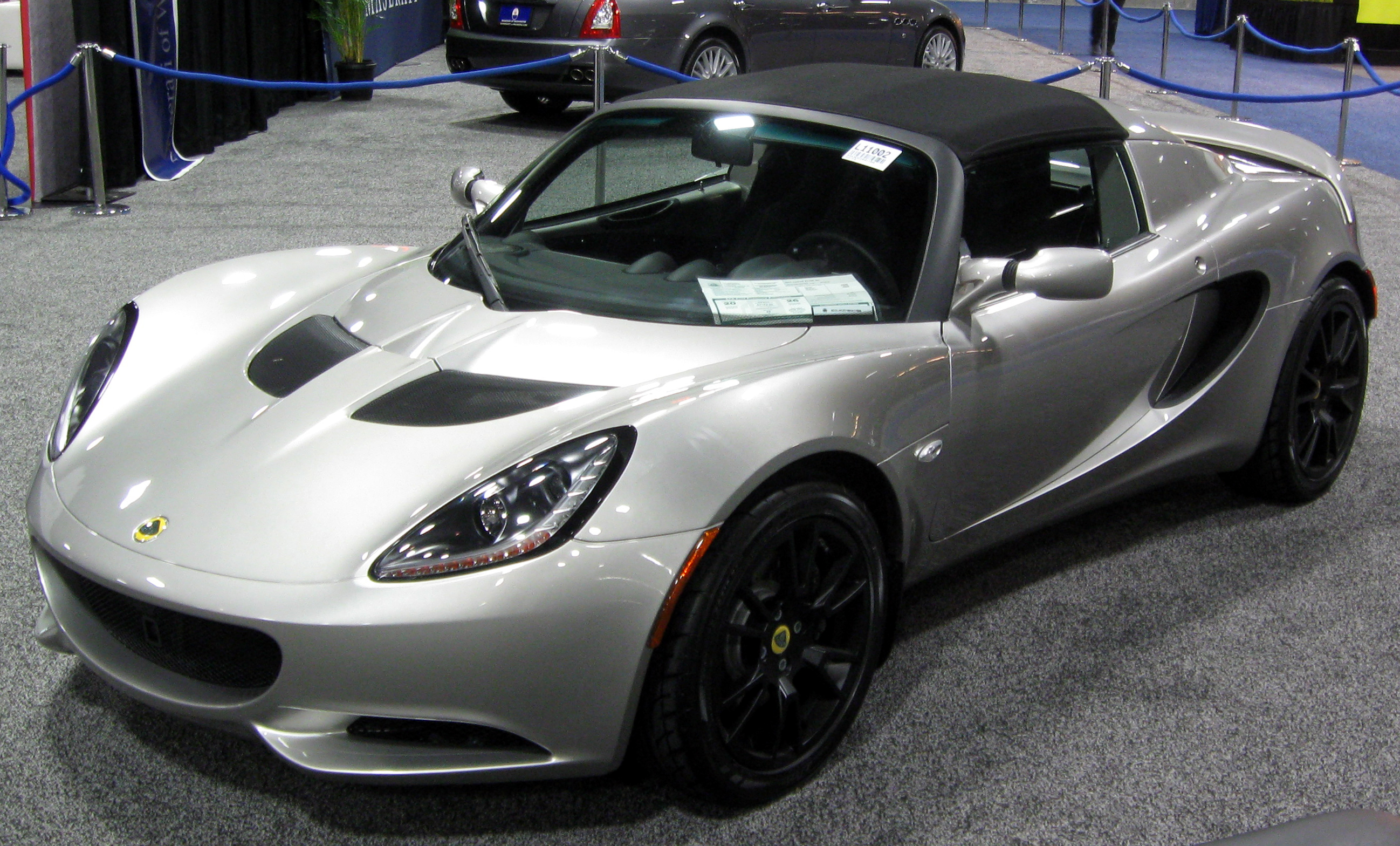
Lotus Elise, 2011
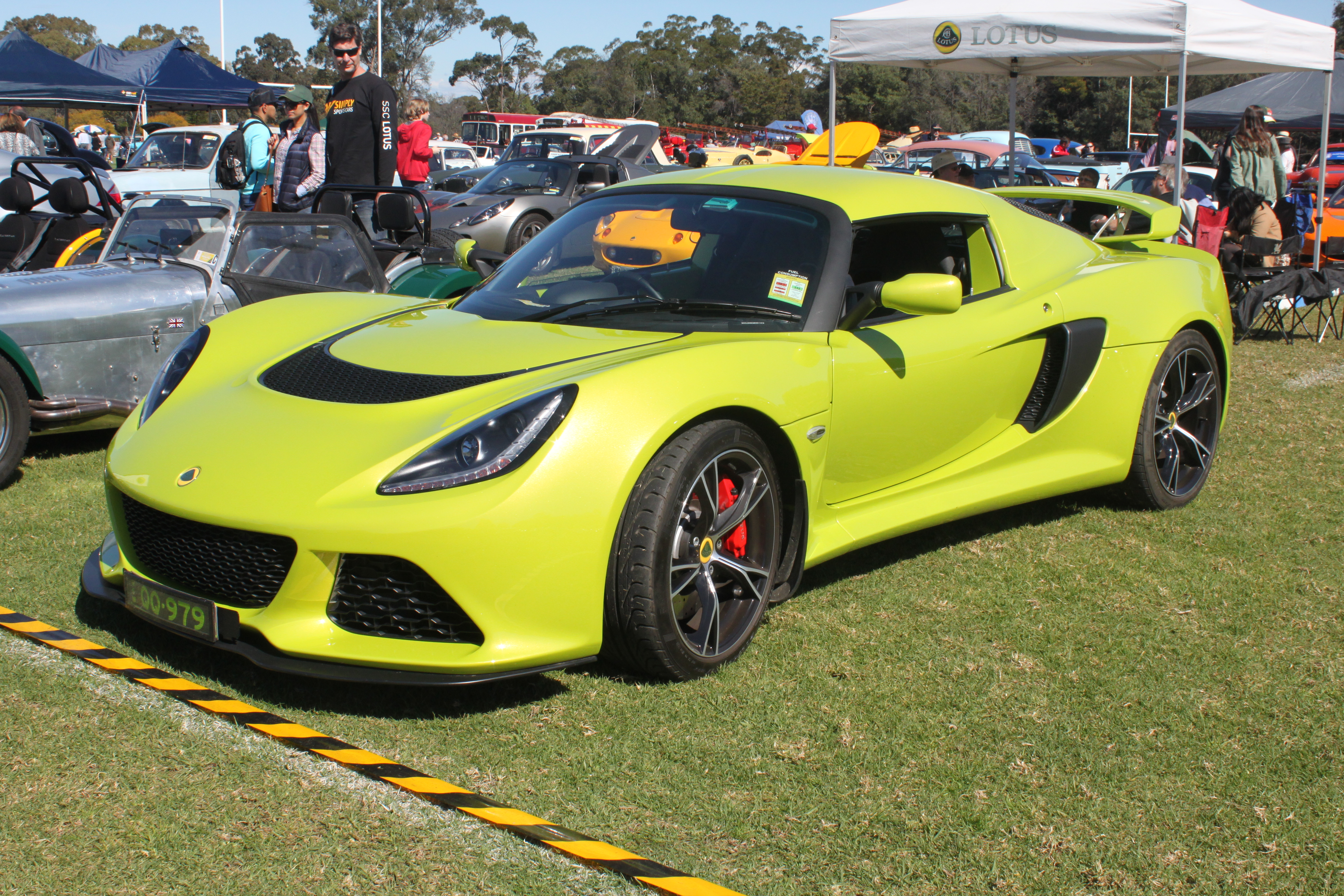
Lotus Exige, 3. generace
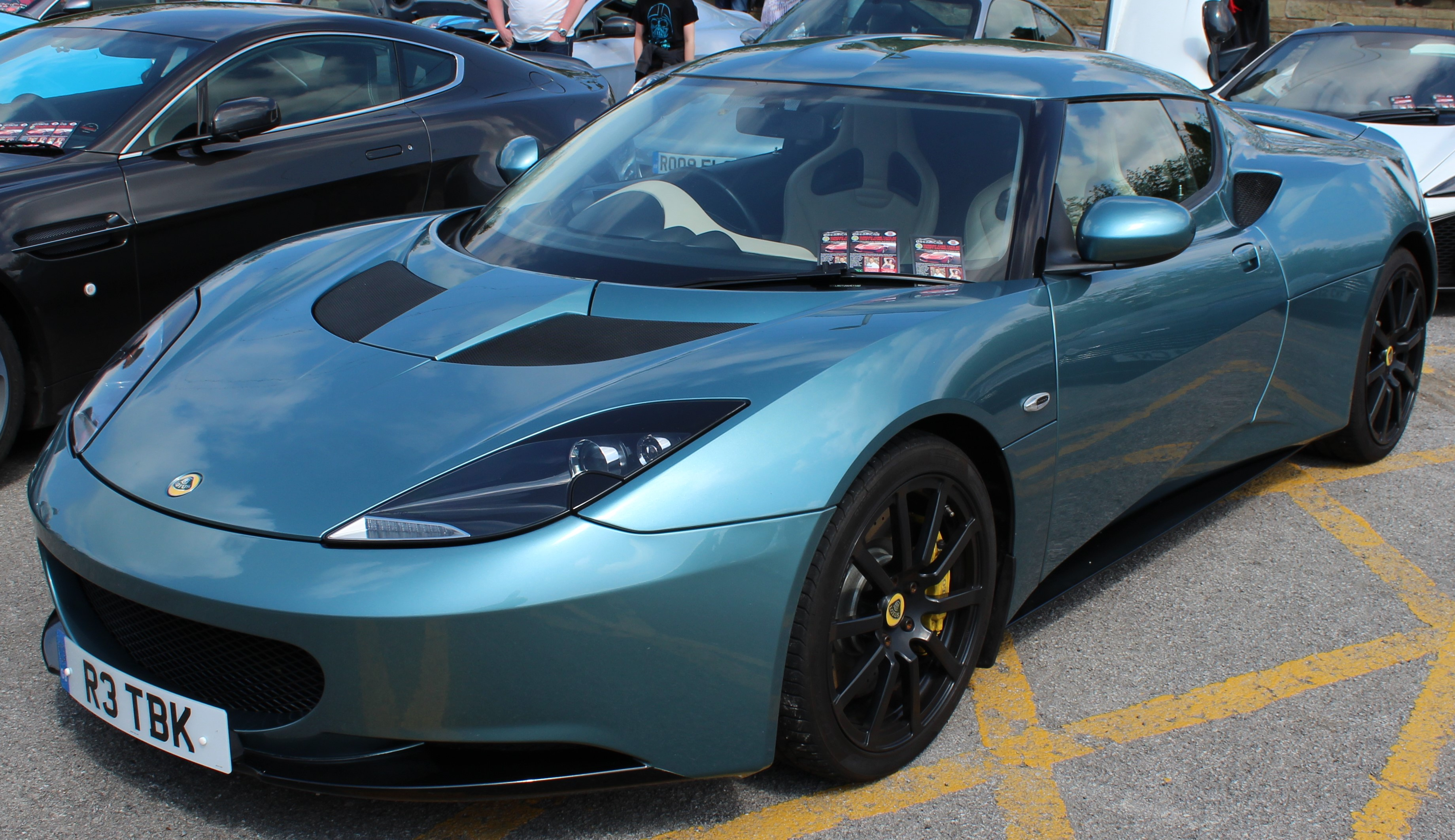
Lotus Evora, 2016

## Lotus a Motorsport
- Formule 1
  - Team Lotus (1954–1994)
  - Team Lotus (2010–2011)
  - Lotus F1
- GP2 – Lotus GP

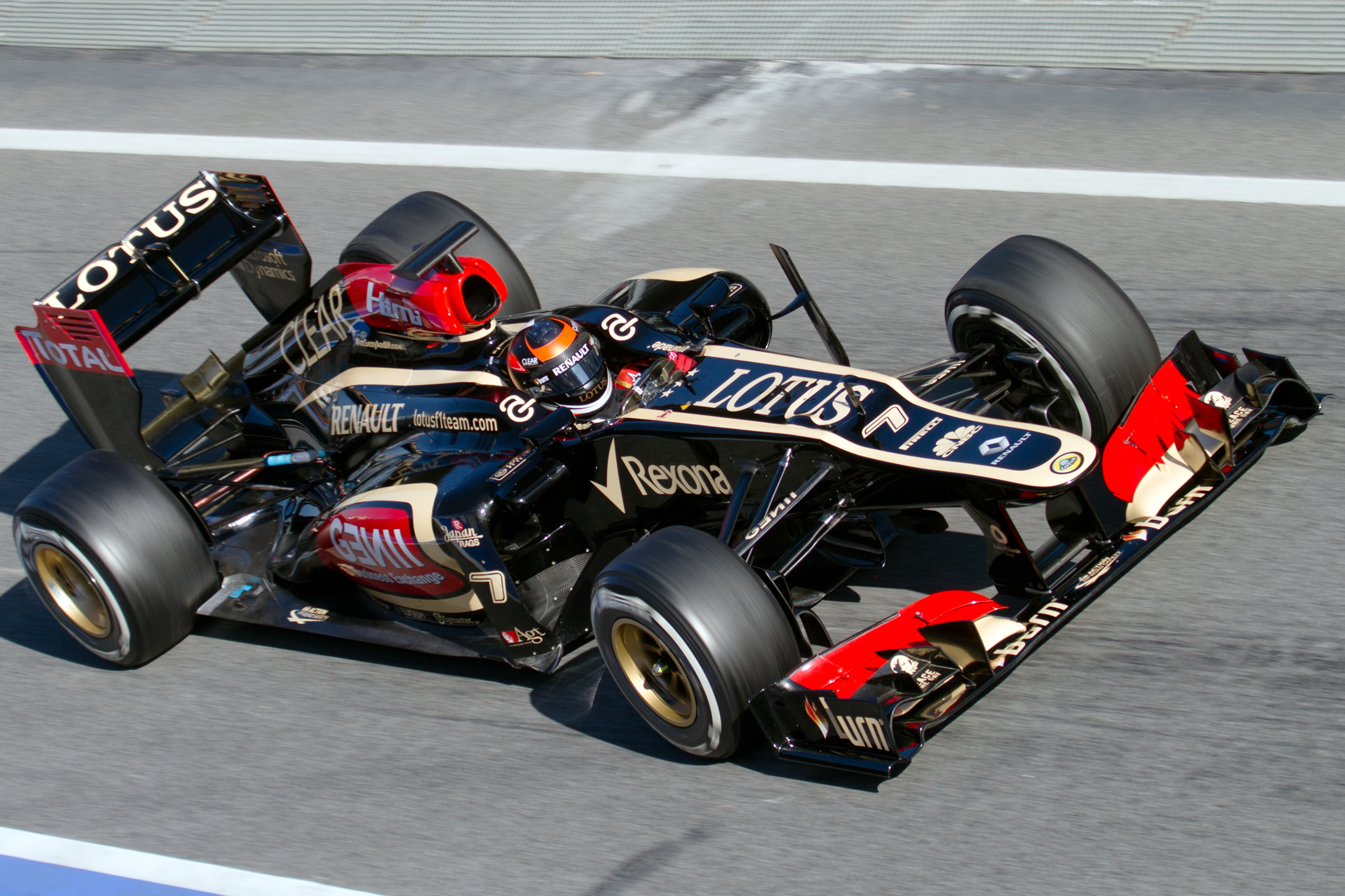
Lotus E21 na Formuli 1 (2013)

- IndyCar – Dragon Racing, Lotus-Fan Force United, HVM Racing, Team Barracuda